# 栗山廉
栗山 廉（くりやま れん）は、日本のバレエダンサー。

## 人物
北海道生まれ。生年月日：1993年3月12日。10歳より新琴似バレエスタジオにてバレエを始める。札幌北高校出身。熊川哲也率いるKバレエカンパニーに2014年1月に入団し、2023年7月現在はファーストソリスト。

## 出演

### 舞台
- ミュージカル『ロミオ&ジュリエット』（2024年5月16日 - 6月10日、新国立劇場 中劇場 / 6月22日・23日、刈谷市総合文化センター / 7月3日 - 15日、梅田芸術劇場 メインホール） - 死 役（Wキャスト）[1]